# 于蒂耶尔 (杜省)
于蒂耶尔（法語：Urtière）是法国杜省的一个市镇，位于该省东部偏北，属于蒙贝利亚尔区（Montbéliard）。该市镇总面积2.15平方公里，2009年时的人口为8人。

## 人口
于蒂耶尔人口变化图示